# Subhash Gupta
Subhash Prasad Gupta in een Indiaas diplomaat. Hij is sinds 2006 in diplomatieke dienst en werd in 2020 benoemd tot plaatsvervangend ambassadeur in Vietnam. Sinds 2024 is hij ambassadeur van India in Suriname.

## Biografie
Subhash Gupta behaalde een mastergraad in massacommunicatie en journalistiek en slaagde daarna voor een post-materstudie in politieke wetenschappen en bestuurskunde. Hij schreef twee gedichtenbundels in het Hindi met de titels Anvarat Safar en Anvarat Mausam.
Hij werkt sinds 2006 bij het Indiase Ministerie van Buitenlandse Zaken. Hij werkte eerst op Indiase diplomatieke missies in Istanboel en Ankara (Turkije) en Khartoem (Soedan). Vanuit het ministerie in India onderhield hij van 2015 tot 2017 bilaterale contacten met landen uit de Associatie van Zuidoost-Aziatische Naties (ASEAN). Vanuit Wenen (Oostenrijk) onderhield hij van 2017 tot 2020 contact met agentschappen van de Verenigde Naties, waaronder het Internationaal Atoomenergieagentschap (IAEA). Vervolgens was hij van 2020 tot 2024 plaatsvervangend ambassadeur in Hanoi (Vietnam). Korte tijd voor zijn vertrek sprak hij daar zijn waardering uit over overeenkomsten tussen Vietnam en India, zoals de rijstcultuur, voorouderverering en de veelvorminge blik naar de wereld en het universum.
Medio juli 2024 werd Gupta benoemd tot ambassadeur van India in Suriname. Hiermee volgt hij Shankar Balachandran op die een maand eerder afscheid nam. Hij overhandigde zijn geloofdsbrieven op 26 augustus aan president Chan Santokhi. Bij zijn aankondiging werd in India met waardering teruggekeken naar het ontvangst in 2023 van de Indiase president Droupadi Murmu in Suriname, dat een belangrijke mijlpaal werd genoemd in de onderlinge relatie tussen India en Suriname.